# Lonicera pyrenaica
Lonicera pyrenaica är en kaprifolväxtart. Lonicera pyrenaica ingår i släktet tryar, och familjen kaprifolväxter.

## Underarter
Arten delas in i följande underarter:
- L. p. majoricensis
- L. p. pyrenaica
- L. p. paui

## Bildgalleri

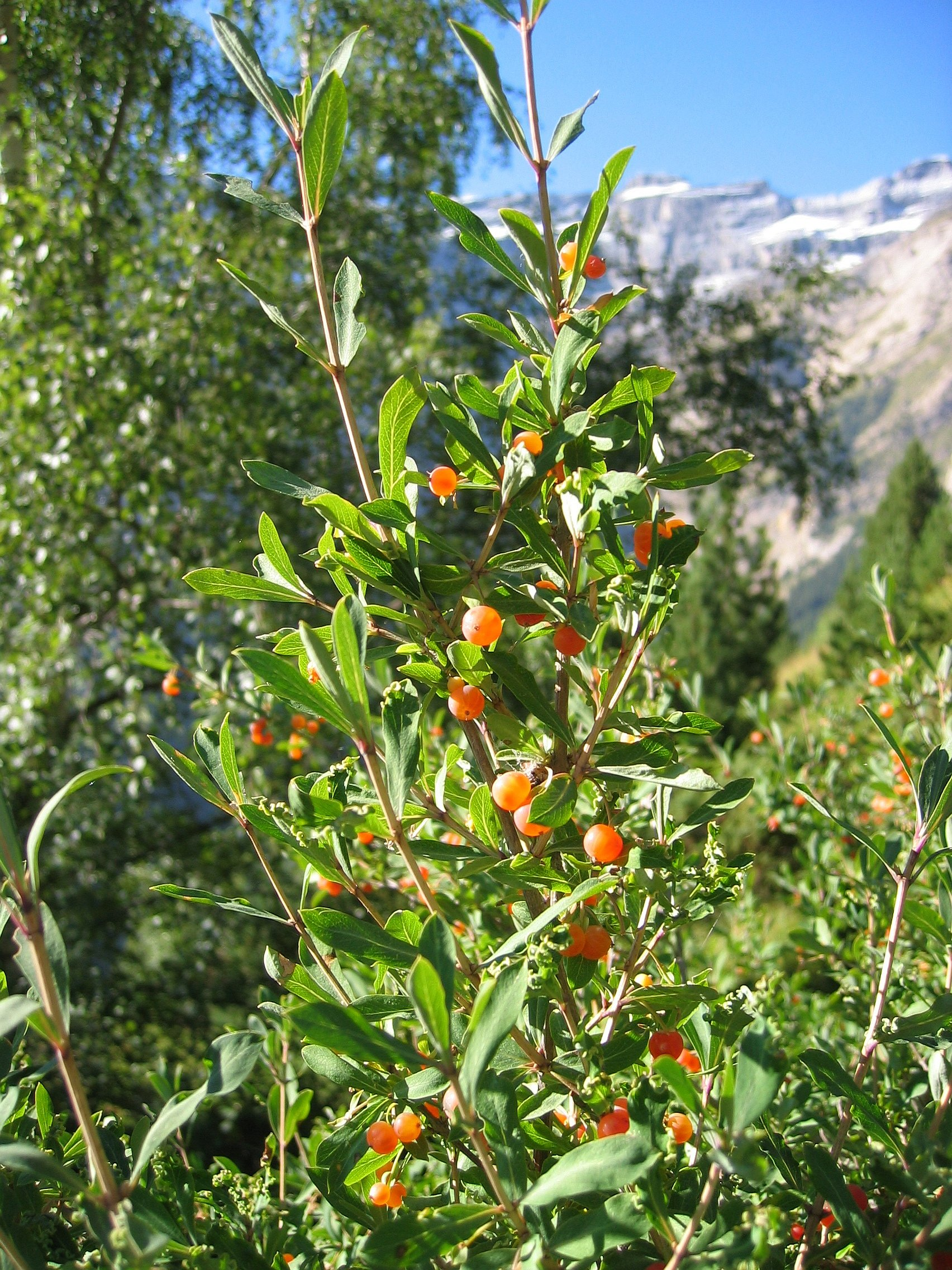
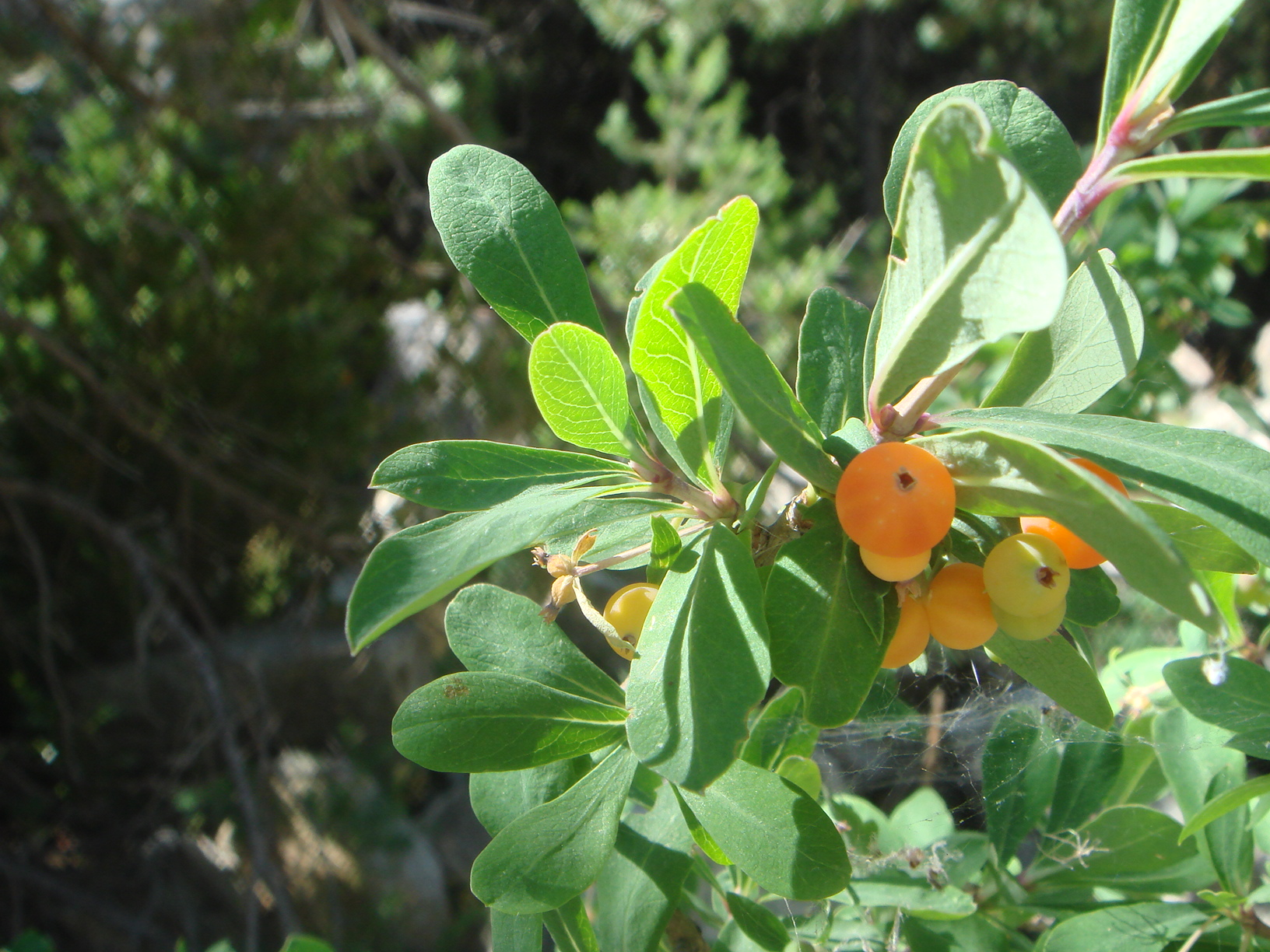
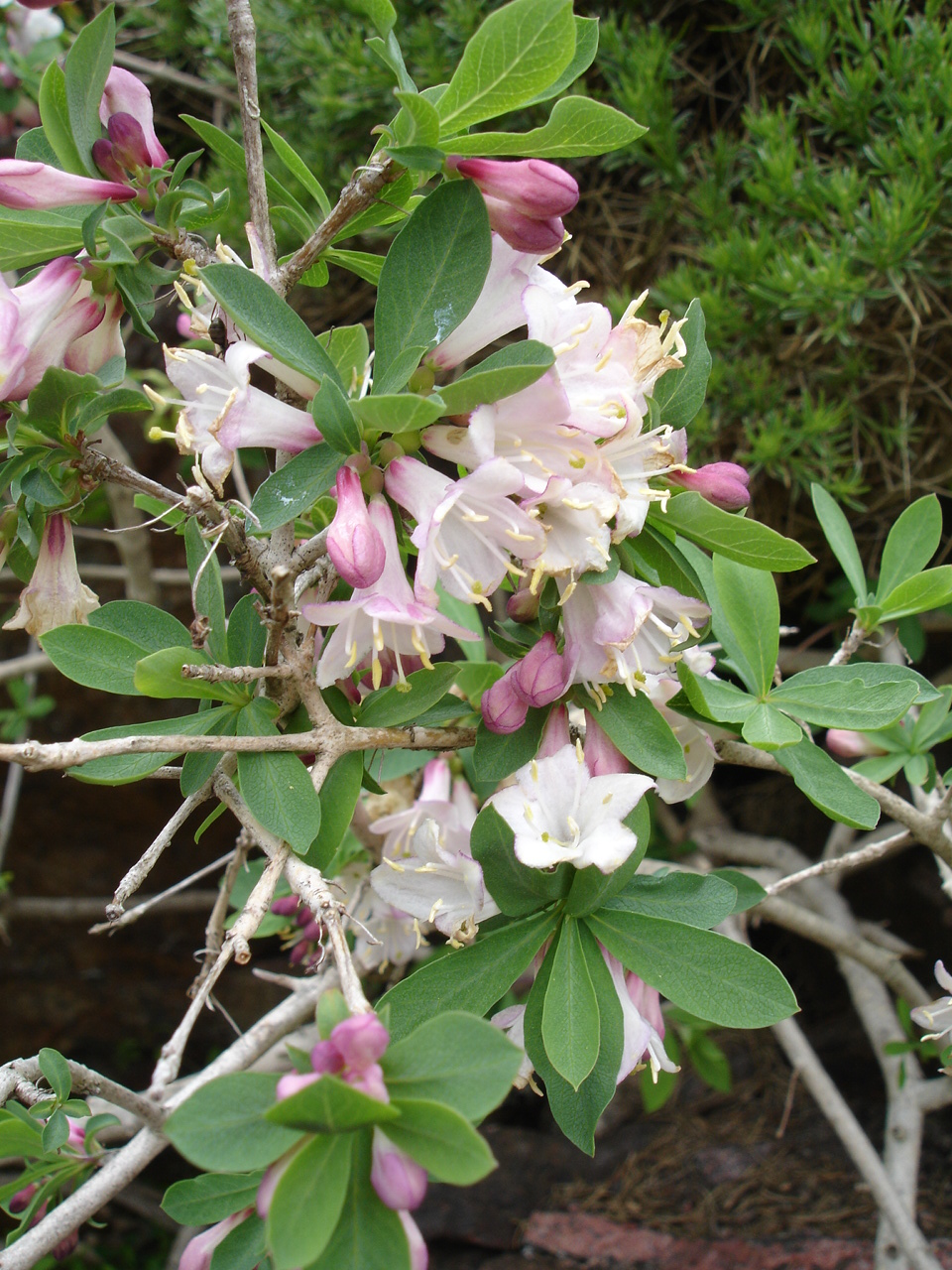